# The Family Ghost
The Family Ghost – czwarty singel w dorobku duńskiej grupy heavymetalowej King Diamond. Został wydany przez Roadrunner Records w 1987 roku.

## Lista utworów
1. Family Ghost - 4:05
2. Shrine - 4:23

## Twórcy
- King Diamond - śpiew
- Andy LaRocque - gitara
- Michael Denner - gitara
- Timi Hansen - gitara basowa
- Mikkey Dee - perkusja